# Parafia św. Stanisława w Modliborzycach
Parafia św. Stanisława w Modliborzycach – parafia rzymskokatolicka znajdująca się w diecezji sandomierskiej w dekanacie Modliborzyce.
Do parafii przynależą: Modliborzyce, Ciechocin, Dąbie, Kalenne, Lute, Majdan Modliborski, Michałówka, Słupie, Świnki, Wojciechów, Wolica I, Wolica II, Kolonia Wolica, Kolonia Zamek.

## Historia powstania
Akt erekcyjny zaginął w nieznanych okolicznościach. Najprawdopodobniej parafia powstała na początku XV wieku, zapewne niedługi czas przed fundacją kościoła. Dokument fundacyjny, którego odpis się zachował, wystawiony był w Opatowie dnia 14 listopada 1412 r. Fundatorem był Jan Dłuto herbu Syrokomla.
Jako świadek występuje, znany skądinąd, Rafał – dziekan opatowski. Z dokumentu fundacyjnego dowiadujemy się, że kościół w Słupi był pod wezwaniem Najświętszej Maryi Panny. Strona prawna aktu została umocniona podpisem notariusza publicznego i pieczęcią Jana Dłuto w Opatowie –
 Akt zakończony jest oświadczeniem Grzegorza Laurentego z Opatowa. Taki stan rzeczy istniał zasadniczo do roku 1664, kiedy to parafia ze Słupi została przeniesiona do pobliskich Modliborzyc, gdzie w 1664 r. wybudowano nowy kościół pod wezwaniem św. Stanisława biskupa męczennika, z patronatem rycerskim. W roku 1631 dzięki staraniom ówczesnego dziedzica Słupi – Stanisława Wioteskiego, stolnika bełskiego – na jej gruntach, na mocy przywileju króla Zygmunta III lokowano miasteczko Modliborzyce.
O zasięgu terytorialnym parafii dowiadujemy się już z pierwszej dochowanej wizytacji z roku 1592. W skład parafii w tym czasie wchodziły następujące miejscowości: Słupia Dłutowa, Polichna, Wierzchowiska i Wola. Warto zaznaczyć, że już w XV w. występowała nazwa „Wola Dłutowska”, natomiast w wieku XVI pojawiła się w parafii Słupie osada zwana Wolą. Obie te wioski można zidentyfikować, a to dlatego, że w wieku XV, a następnie XVI właścicielami wsi Słupie byli Dłutowie. Tylko oni zatem mogli dać początek Woli Dłutowskiej, znajdującej się w pobliżu Słupi. W XVI w. wieś tę określano jako Wolę.
W wizytacji z roku 1637 (a więc jeszcze przed przeniesieniem parafii do Modliborzyc) wymienione są oprócz wspomnianych miejscowości jeszcze następujące: Wolica, Modliborzyce. Identyczny zakres terytorialny potwierdzony jest przez wizytację z roku 1682 (a więc już wtedy, gdy kościół parafialny był w Modliborzycach). W późniejszej wizytacji z roku 1748 występują nowe wioski w parafii: Dąbie, Lute, Andrzejów i Antoniów. Wizytacja z roku 1781-1782 wymienia nie tylko ilość wiosek należących do parafii Modliborzyce, ale także podaje ich odległość. I tak Wolica znajduje się ćwierć mili od kościoła, Wierzchowiska i Polichna o milę, Słupie, Dąbie i Lute o pół ćwierci mili. W roku 1801 terytorium parafii powiększa się o dwie wioski: Chobrzyńskie i Maziarnię – obie w lasach. Z następnej wizytacji, z roku 1806, dowiadujemy się jeszcze o nowych miejscowościach wchodzących w skład parafii – Stary Majdan, Wielguszowskie i Węgliska. W wizytacji z roku 1614 widoczne są nowe wsie – Wojciechów i Dwór, Modliborzyce, Pasieka, Świnie, Ciechocin, Kalenne, Słupie Modliborskie i Słupie Księże.
W końcu XIX w. w obrębie parafii znalazły się także: Modliborzyce (osada) i dobra z folwarkami oraz wsie: Ciechocin, Dąbie, Kalenne, Lute Doły, Lute, Majdan Modliborzycki, Michałów, Świnie, Świnki oraz kilka wsi z gminy Brzozówka: Majdan Obleszcze, Pasieka, Polichna Dolna i Górna, Putyk, Bilsko, Wierzchowiska i Wojciechów.

## Duchowni parafii
Niestety nie istnieją pełne źródła co do wykazu wszystkich duszpasterzy ani tym bardziej ich noty biograficzne. Najwcześniejsze informacje na temat administratorów parafii w Modliborzycach pochodzą z XV w., czyli z okresu, kiedy parafia była jeszcze w Słupi.
Do tych księży należą:
- ks. Marek wzmiankowany w 1458 r.
- ks. Paweł Mroczek – pleban wzmiankowany w 1532 r.
- ks. Grzegorz Żubrowski – pleban wzmiankowany w 1557 r.
- ks. Chodowiecki – proboszcz Słupi wymieniany w 1555 r.
- ks. Franciszek nieznanego nazwiska[30].

| Proboszcz                            | Lata         | Opis i krótka biografia |
| ------------------------------------ | ------------ | --- |
| Ks. Piotr Dąbrowski                  | 1592–1620    | Objął stanowisko w parafii w Modliborzycach, będącej wówczas jeszcze w Słupi, po śmierci proboszcza Franciszka. Proboszcz Dąbrowski był protegowany i prezentowany przez szlachtę: Jana Sebastiana i Stanisława Alberta Stoleńskich, Krzysztofa i Dorotę Dłutów. Pozytywne wzmianki o jego działalności – chorzy w czasie jego rezydencji nie umierali bez sakramentów świętych – co świadczy zarazem, iż za innych proboszczów nie zawsze tak bywało. Mszę św. odprawiał 4 razy tygodniowo. Choć posiadał wiele książek z zakresu kaznodziejstwa, to jednak zaniedbywał czasem głoszenie niedzielnych kazań. Był z pielgrzymką w Częstochowie. W pracy kancelaryjnej widoczna jest niedbałość proboszcza. Zarzut stawiany dlatego, że nie prowadził wykazów parafian będących u spowiedzi i komunii św. wielkanocnej, nie świadczy specjalnie na jego niekorzyść, ponieważ był to dopiero okres wprowadzenia ksiąg metrykalnych na tym terenie. W 1592 r. był egzaminowany ze mszy św. oraz rezerwatów papieskich i biskupich. W czasie egzaminu na pytania odpowiadał dość „chłodno”. Posiadał cztery łany, a także staw, łąkę i ogród (blisko kościoła). Spadkobiercy Jana Dłuto zabrali mu kilka łanów, o których zwrot wcale się nie troszczył. Gospodarstwo proboszcza prowadziła jego siostra, która wraz z mężem mieszkała na plebanii. Z nim to bardzo często proboszcz chodził w niedzielę do karczmy i grał w karty. Lubił pić wino i piwo zarówno na plebanii, jak i w karczmie. |
| Ks. Stanisław Ligorski               | 1620–1657    | Proboszcz w Modliborzycach od roku 1620. Prezentowany był przez Stanisława Wioteskiego, dziedzica Modliborzyc. Jako prepozyt kościoła szpitalnego w Urzędowie, by spełnić obowiązek rezydencji, zrzekł się Modliborzyc. |
| Ks. Stanisław Tutkowski              | 1657–1688    | Święcenia kapłańskie uzyskał w roku 1642. Pełnił obowiązki wikariusza w kolegiacie zamojskiej. W roku 1657 uzyskał stanowisko proboszcza w Modliborzycach. W Modliborzycach przebywał przez dłuższy czas, bowiem jeszcze w roku 1677 pomagał chrzcić dzieci w parafii Biała. On też uważany jest za fundatora szpitala przy kościele w Modliborzycach, który uposażył. Zapisał na ten cel 1000 flp. Liczne kradzieże w kościele parafialnym za jego urzędowania, spowodowane brakiem solidnego zamknięcia i zaniedbania w konserwacji świątyni naraziły go na krytykę wizytatora w 1682 r. |
| Ks. Antoni Styjkowski                | 1688–1704    | W roku 1704 zrzekł się dobrowolnie administracji parafii. Troszczył się o kult różańca świętego. |
| Ks. Franciszek Stanisław Czarnkowski | 1704–1725    | Prezentowany przez dziedzica Modliborzyc Mikołaja Słoniewskiego, mianowany został proboszczem 12 listopada 1704 r. po dobrowolnej rezygnacji księdza Antoniego Styjkowskiego. Ks. Czarnkowski – podobnie jak ks. Tutkowski – pomagał w pracy duszpasterskiej sąsiednim proboszczom. Mimo że procesował się o dziesięciny, sam dokonał zapisu na rzecz miejscowego przytułku, dokonał poważnych remontów przy kościele parafialnym. |
| Ks. Tomasz Krupiński                 | 1725–1737    | Około 1705 r. był wikariuszem w Białej, potem w Modliborzycach, w czasie urzędowania proboszcza ks. Franciszka Czarnkowskiego. W roku 1725 Krupiński pełnił funkcję proboszcza parafii w Modliborzycach. |
| Ks. Maciej Kowalski                  | 1737–1756    | Wykazywał troskę o przytułek parafialny. Troszczył się o zachowanie uposażenia parafii. Za jego urzędowania dokonano w świątyni większej kradzieży, głównie przedmiotów ze srebra, stanowiących uposażenie liturgiczne. Kowalski cieszył się wielkim poważaniem. Potwierdzają to liczne dokumenty mówiące o występowaniu proboszcza w roli wykonawcy testamentów. I tak np. dnia 11 XI 1737 r. był wykonawcą testamentu ks. Jana Niewieskiego – profesora i kanonika zamojskiego, proboszcza w Goraju. 27 VI 1755 r. został egzekutorem testamentu ks. Andrzeja Sołeckiego – proboszcza w Zaklikowie. O jego pracy duszpasterskiej może świadczyć dobrowolne nawrócenie się w tym okresie żydówki Reydy z Modliborzyc. |
| Ks. Andrzej Buczyński                | 1757–1775    | Na skutek prezenty Antoniego Józefa Nahoreckiego, dziedzica Modliborzyc biskup krakowski Stanisław Załuski w roku 1757 mianował byłego wikariusza w Potoku (Buczyńskiego) proboszczem w Modliborzycach. |
| Ks. Maciej Kiźlewicz                 | 1775–1784    | Urodził się w roku 1707. Święcenia kapłańskie otrzymał 24 II 1737 r. Już jako kleryk objął probendę w Modliborzycach. Prezentowany przez dziedziców Modliborzyc, tj. Kaspra Brodowskiego- wicestarostę lubelskiego, małżonków Nahoreckich oraz Antoniego Skarżyńskiego i Teresę z Nahoreckich został następcą Buczyńskiego, zmarłego w 1775 r. w wieku 74 lat, w tym 48 w kapłaństwie. Od czasów kleryckich aż do śmierci przebywał w Modliborzycach, wypełniając swe obowiązki bez nagany. Był bardzo lubiany zarówno przez kolatorów, jak i parafian. |
| Ks. Andrzej Łukasiewicz              | 1784–1794    | Został proboszczem po ks. Macieju Kiźlewiczu w roku 1784 i pełnił tę funkcję aż do roku 1794. W testamencie z 15 XI 1791 r. przeznaczył między innymi 2000 złp. na ołtarz wielki, w kościele modliborzyckim oraz „3 korczyki – tj. żyta, jęczmienia i reczki” dla przytułku parafialnego. |
| Ks. Andrzej Spytecki                 | 1794–1803    | Jako alumn – 15 grudnia 1784 r. mianowany został kapelanem sióstr szarytek przy szpitalu św. Łazarza w Lublinie. Po ks. Łukasiewiczu otrzymał probostwo w Modliborzycach, a w 15 marca 1797 r. mianowano go kanonikiem kolegiaty św. Michała w Lublinie. Ks. Spytecki miał zatargi „na tle politycznym” z władzami gubernialnyrni austriackimi i w związku z tym polecono mu, na mocy dekretu z dnia 18 września 1802 r., udać się do Klasztoru Ojców Bernardynów w Józefowie nad Wisłą, a administrację parafii przekazano tymczasowo prebendariuszowi modliborskiemu – ks. Nieprzeckiemu. W wyniku procesu dekretem z 19 IV 1803 r. pozbawiono go beneficjum w Modliborzycach, a jego samego skazano na roczny pobyt w klasztorze w Kraśniku. Beneficjum ogłoszono za wakujące. Biskup potwierdził zarządzenie władz świeckich i 13 sierpnia 1803 r. ogłosił konkurs na wakujące beneficjum w Modliborzycach. 1 listopada 1803 r. ks. Spytecki zwrócił się do Konsystorza prosząc o zawieszenie nadania parafii ks. Piotrowskiemu. Prośbę swą motywował oczekiwaniem na odpowiedź cesarza, do którego apelował. Konsystorz odrzucił prośbę, a 7 maja 1864 r. ks. Spytecki otrzymał negatywną odpowiedź od cesarza. Przejściowo był wikariuszem w kolegiacie lubelskiej i wykładowcą nauki religii w szkole lubelskiej. 7 lipca 1809 r. uzyskał stanowisko proboszcza przy kościele w Kiczkach, w dekanacie latyczowskim. |
| Ks. Michał Piotrowski                | 1803–1831    | Studiował filozofię i teologię w seminarium św. Krzyża w Warszawie. Święceń kapłańskich udzielił mu 8 września 1791 r. biskup Antonin Malinowski. Był rektorem kościoła szpitalnego w Markuszowie, a 15 maja 1804 r. uzyskał probostwo w Modliborzycach. |
| Ks. Chryzogon Chojeński              | 1832–1872    | Urodził się 24 listopada 1795 r. w Solcu. Pochodził z rodziny szlacheckiej. Do gimnazjum uczęszczał w Opolu. 14 września 1814 r. wstąpił do nowicjatu księży pijarów, po odbyciu którego został profesorem Publicznych Szkół Wydziałowych w Opolu. W roku 1816 opuścił pijarów i wstąpił do seminarium w Kielcach, gdzie 1 czerwca 1819 r. otrzymał święcenia kapłańskie. Przed i po święceniach kapłańskich był w Kielcach nauczycielem w szkole publicznej. Około roku 1820 przeniósł się do diecezji sandomierskiej i był administratorem w parafii Morzewo i do roku 1821 w Białobrzegach. 22 maja 1821 r. został proboszczem we wsi Oduchów. 31 marca 1832 r. przeniósł się na probostwo w Modliborzycach. Był opiekunem szkół elementarnych w Zaklikowie i Modliborzycach. Jako administrator parafii nie wykazywał wystarczającej troski o budynki plebańskie, które w większości po jego śmierci, były w bardzo złym stanie. Zarzucano mu chciwość i nadużycia przy pobieraniu opłat iura stolae. Ks. Chojeński pełnił funkcję w Modliborzycach przez 42 lata. |
| Ks. Ignacy Siekierzyński             | 1872–1912    | Był wikariuszem w Ratoszynie. W 1872 r. został mianowany proboszczem w Modliborzycach. Zaczął pracę nad zbudowaniem nowej plebanii. |
| Ks. Ludwik Olechowski                | 1912–1920    | Urodzony 23 sierpnia 1875 r. Na kapłana został wyświęcony w 1898 r. Proboszczem w Modliborzycach był od roku 1912–1920. |
| Ks. Ignacy Rybiński                  | 1920–1927    | Urodzony 1 lutego 1885 r. Święcenia kapłańskie uzyskał w 1919 r. Proboszczem w Modliborzycach był w latach 1920–1927 r. (do czerwca). |
| Ks. Stanisław Rybka                  | 1927–1950    | Urodzony 23 lutego 1873 r. Kapłanem został w roku 1896. Do Modliborzyc przybył z Krzeszowa w czerwcu 1927 roku. Zaraz po objęciu parafii zmienił walącą się sygnaturkę – wieżyczkę na kościele. Następnie wykonał ogrodzenie cmentarza kościelnego od południa i północy, dając żeliwny parkan na podmurówce i słupach z cegły. Zrobił to w kryzysowych czasach. W Modliborzycach przeżył II wojnę światową. Po spaleniu we wrześniu 1939 r. wszystkich budynków parafialnych, do 1950 roku mieszkał w komornem. W latach 1940–1941 wybudował budynki gospodarcze. W 1944 r. rozpoczął budowę plebanii, trwającą do 1951 r. W 1950 r. przekazał administrację ks. Janowi Kowalczykowi. W Modliborzycach przebywał do swojej śmierci, która nastąpiła 17 czerwca 1966 r. |
| Ks. Jan Kowalczyk                    | 1950–1977    | Urodzony w Zdziłowicach 27 marca 1909 r. Święcenia kapłańskie otrzymał w 1937 r. i został skierowany do Modliborzyc. Zagrożony aresztowaniem przez Niemców, 13 maja 1941 przeniesiony został na inną parafię. W 1950 r. z probostwa w Kazimierzówce przybył ponownie do Modliborzyc z nominacją na administratora parafii. Czynił tę funkcję w latach 1957–1974. Zaczął od wzmocnienia fundamentów i ścian oraz wykonania sklepienia nad nawą kościoła. Po zrobieniu odpowiedniej sztukaterii, cały kościół został odpowiednio pomalowany. Odnowiono ołtarz Matki Bożej w kaplicy. W dobudówce z końca XVII w., w dawnym mieszkaniu prebendarza, wykonano dużą salę, przerabiając wejście do niej i dalej na chór i strych kościelny. Odkopano i zasklepiono krypty z prochami księży i osób świeckich z rodzin kolatorów kościoła. Na miejscu podłogi z drzewa ułożono lastrykową posadzkę. Na koniec tych prac wykonano parkan na cmentarzu grzebalnym oraz dokupiono 1 ha ziemi na jego powiększenie. Na plebanii położono nową blachę. |
| Ks. Leon Kuśmierczyk                 | 1978–1989    | Urodzony w Janowie Lubelskim 20 lutego 1925 r. Jego ojcem był Leon (wachmistrz z 1920 roku), a matką Stanisława z domu Miazga. W 1931 r. rozpoczął naukę w szkole powszechnej, a 1937 roku w gimnazjum. Naukę jednak przerwała mu wojna. W 1943 r. wstąpił do Narodowej Organizacji Wojskowej (NOW-AK) w istniejącej w Janowie Lubelskim placówce dowodzonej przez por. Dominika Pereta („Żbik”), podlegającej oddziałowi partyzanckiemu „Ojca Jana”, gdzie otrzymał pseudonim „Chmurny”. Początkowo zajmował się łącznością między placówką a oddziałem „Ojca Jana”, potem jednak wykorzystano go do działania wywiadowczego. Równocześnie odbył szkolenie wojskowe i partyzanckie. W marcu 1944 r. był w tzw. Junakach na lotnisku w Dęblinie, skąd uciekł. Po wojnie powrócił do gimnazjum, a potem do liceum w Janowie, które ukończył lipcu 1946. W tym samym roku był już klerykiem Seminarium duchownego w Lublinie, które ukończył przyjmując święcenia kapłańskie w 24 czerwca 1951 r. Następnie był wikariuszem w Michowie, Krzczonowie, Kazimierzówce-Świdniku. Potem był proboszczem w Czernięcinie, Kawęczynie i Modliborzycach. Do Modliborzyc przybył z parafii Kawęczyn w maju 1978 r. Przebywając tu uzyskał na KUL tytuł magistra prawa kanonicznego. Mianowany został przez biskupa kanonikiem Kapituły Kolegiaty Zamojskiej. W 1990 r. przeszedł na emeryturę i od 1991 roku zamieszkał w Domu Księży Emerytów w Lublinie. W 1994 r. otrzymał uprawnienia kombatanckie z zaznaczeniem przynależności do NOW-NSZ-AK. Był też członkiem Stowarzyszenia Polskich Kombatantów, pełniąc funkcje dowódcy placówki w Janowie. Został nawet mianowany kapelanem tego związku. Należał też do ZŻNSZ. 11 kwietnia 1995 r. został odznaczony Krzyżem Narodowego Czynu Zbrojnego, a 24 kwietnia Krzyżem Armii Krajowej. Zmarł w 26 czerwca 2009. |
| Ks. Józef Brzozowski                 | 1989–2002    | Ks. Prałat Józef Brzozowski urodził się 26 lutego 1935 w Ołowie. Jego rodzicami byli Henryk i Zofii z Brzozowskich. W maju 2003 r. przeszedł na emeryturę i zamieszkuje na plebanii. |
| Ks. Czesław Bednarz                  | Od 2003–2012 | Ks. kanonik Czesław Bednarz urodził się 5 maja 1950 roku w Kamieniu i ochrzczony został w miejscowym kościele pw. Najświętszego Serca Jezusowego. Jego rodzicami byli Tadeusz i Stefania z domu Czerepak. W 1968 roku wstąpił do Seminarium Duchownego w Przemyślu. Po ukończeniu studiów, 15 czerwca 1974 w Konkatedrze w Stalowej Woli, przyjął święcenia kapłańskie. 5 marca 2003 roku został mianowany proboszczem parafii w Modliborzycach. |
| Ks. kan. Marek Danek                 | Od 2012-     | Ksiądz Kanonik Marek Danek urodził się 23 stycznia 1955 w Ożarowie. Po ukończeniu Wyższego Seminarium Duchownego w Sandomierzu przyjął tu 6 czerwca 1981 r. święcenia kapłańskie. Dnia 19 października 2012 roku został mianowany proboszczem parafii Modliborzyce. |

## Kościoły i kaplice na terenie parafii
- Kościół pw. św. Stanisława Biskupa i Męczennika w Modliborzycach.
- Kaplica pw. Wspomożycielki wiernych w Wolicy Pierwszej
- Kaplica pw. Nawiedzenia Najświętszej Maryi Panny w Wojciechowie

## Rola (gazetka parafialna)
Rola – pierwsze czasopismo jakie ukazywało się na terenie gminy Modliborzyce. Wydawane było przy parafii św. Stanisława w Modliborzycach. Głównym pomysłodawcą i redaktorem naczelnym był ks. Józef Brzozowski.
Pierwszy numer czasopisma ukazał się 31 marca 2002 i wyszedł z okazji świąt Wielkiej Nocy. Natomiast drugi i zarazem ostatni numer został wydany w sierpniu również 2002 roku.

### Dane techniczne czasopisma
Do druku obydwu numerów pisma użyto błyszczącego papieru w formacie A4. Pierwszy numer czasopisma liczył 16 stron, natomiast drugi. Na stronie tytułowej znajdował się tytuł czasopisma „Rola”, po prawej stronie umieszczony był herb Modliborzyc, natomiast po lewej obraz świętego Stanisława.
Pod tytułem na pierwszej stronie zamieszczone były informacje dotycząca daty, oraz numeru wydania.
Na okładce znajdował się obraz przedstawiający Zmartwychwstanie Jezusa i wiersze jednego z ludowych poetów – Stanisława Buczyńskiego. Pod obrazem natomiast zestawiona była lista artykułów danego numeru.
Druga strona zawierała list od redakcji skierowany do czytelników przedstawiający cel i tematykę czasopisma.
Ogólnie pismo nie miało ustalonej struktury, ani też zbyt wyraźnego podziału na rubryki. Układem stron i grafiką zajmował się Dariusz Krajewski, a drukowane było w Wydawnictwie Diecezjalnym w Drukarni w Sandomierzu.

Pierwszy numer sfinansowany był z budżetu parafii. Natomiast drugi przy dofinansowaniu z Urzędu Gminy i Banku Spółdzielczego w Modliborzycach. Obydwa numery wyszły w nakładach 700 egzemplarzy, a cena jednego wynosiła 2 PLN. Kolportaż pisma odbywał się przy kościele.

### Zawartość czasopisma
Pierwszy numer zawierał głównie artykuły na temat historii Modliborzyc i Parafii w Modliborzycach, a także charakterystykę pracy Urzędu gminy, Gminnego Ośrodka kultury, Biblioteki i Szkoły Powszechnej.
Oprócz tego w numerze znajdowały się także:
- Wywiad z kierownikiem Samodzielnego Publicznego Zespołu Opieki Zdrowotnej w Modliborzycach, lek. med. Krzysztofem Grabowskim.
- Informacje o Stacji Opieki Caritas w Modliborzycach.
- Biografia ks.bp. dr Józefa Drzazgi, Ordynariusza Warmińskiego, urodzonego w Wolicy Pierwszej.
- Wykaz osób ochrzczonych i zmarłych od stycznia do marca 2002.
- Informacje o parafii (adres, telefony kontaktowe, nazwiska proboszcza i wikariuszy pracujących w parafii oraz daty odpustów).

Drugi numer zawierał między innymi:
- Informacje o patronie parafii w Modliborzycach – św. Stanisławie.
- Biografie wszystkich duszpasterzy parafii w latach 1756–1826 oraz obszerny życiorys śp. ks. Jana Kowalczyka.
- Relacja z pielgrzymki do Kalwarii Pacławskiej, wykaz nazwisk dzieci, które w 2002 r. przystąpiły do I Komunii Świętej.
- Informacje o ochrzczonych, zaślubionych i zmarłych w parafii oraz dane teleadresowe.
- Wykaz nazwisk dzieci, które w 2002 r. przystąpiły do I Komunii Świętej w kościele w Modliborzycach.

Na ostatnich stronach II numeru zamieszczone były artykuły przygotowane przez Szkołę, Bibliotekę Publiczną, Bank Spółdzielczy w Modliborzycach oraz Gminny ośrodek Kultury.
Ważniejsze artykuły historyczne, które pojawiły się w czasopiśmie:
- Tylus S.: Duszpasterze Modliborzyc w latach 1756–1826, Rola 2002, nr 2, s. 3.
- Kędzierska I.: Gmina Modliborzyce, Rola 2002, nr 1, s. 8–9.
- Rząd A.: Gminny Ośrodek Kultury w Modliborzycach, Rola 2002, nr 2, s. 10–11.
- Baranowski Z.: Modliborzyce, Rola 2002, nr 1, s. 6.
- Brzozowski J. Parafia Modliborzyce, Rola 2002, nr 1, s. 3.
- Olszówka L.: Szkoła w Modliborzycach, Rola 2002, nr 1, s. 11.

### Upadek Pisma
Brak kontynuacji pisma wynika głównie z faktu odejścia na emeryturę pomysłodawcy i redaktora naczelnego ks. Józefa Brzozowskiego. Jego następca bowiem, ks. Czesław Bednarz z nieznanych przyczyn nie podjął kontynuacji wydawnictwa. Dla pełnego obrazu należy jednak pamiętać, że przez osiem miesięcy od ostatniego wydania Roli, ks. Józef Brzozowski, jeszcze jako proboszcz, nie poczynił istotnych starań w celu wydania następnego numeru i taki stan rzeczy zastał jego następca – ks. Czesław Bednarz. Będąc już na emeryturze, ks. Józef Brzozowski sprawy dotyczące parafii w szeroko pojętym znaczeniu, publikował w powstałym w 2005 roku kwartalniku gminnym „Wieści Gminne”. W tej sytuacji dalsza kontynuacja wydawania „Roli” zarówno ze względów merytorycznych, jak i ekonomicznych stała się bezsensowna.